# DMS-59

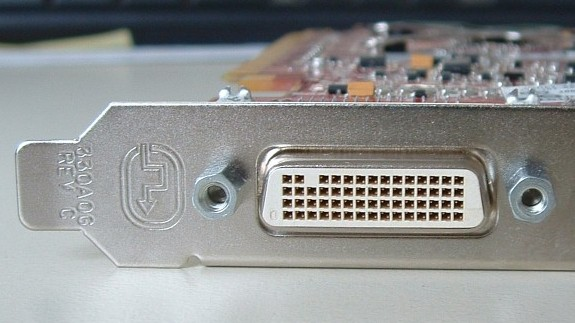
Un connecteur DMS-59.

Détail du brochage du connecteur DMS-59.

Le standard DMS-59 (de l'anglais « Dual Monitor Solution, 59 pins », signifiant « système pour deux moniteurs à 59 broches ») est un connecteur électrique de 59 broches utilisé couramment dans le milieu professionnel des cartes graphiques des ordinateurs. 
Il permet de véhiculer deux signaux DVI ou VGA via un même connecteur. Un adaptateur est toutefois nécessaire pour convertir le signal d'un connecteur numérique DMS-59, en signal numérique DVI ou en signal analogique VGA. Aussi différents types de câble existent. 

## Description
Le connecteur a son brochage réparti sur 4 lignes de 15 broches, moins une sur la ligne du bas, le tout est cerclé par un bouclier en métal en forme de D qui protège contre les interférences électromagnétiques.
L'utilisation d'un connecteur DMS-59 permet donc d'offrir deux connexions vidéo sur un même connecteur, ainsi une carte d'extension compacte avec un connecteur offre donc jusqu'à deux liaisons vidéos haute résolution, et une carte d'extension complète avec deux connecteurs, offre donc jusqu'à quatre liaisons vidéo.
Le connecteur DMS-59 est utilisé par certains modèles de cartes vidéo des constructeurs ATI, NVIDIA, et Matrox incorporées par les constructeurs suivants dans les modèles d'ordinateurs suivants Lenovo Thinkcentres, Viglen Genies and Omninos, et certains modèles de Dell, de HP, et de Sun.
Une confusion fut introduite par certains vendeurs annonçant que la carte vidéo, équipée d'un connecteur DMS-59, permet le DVI sans préciser que la carte n'avait pas de connecteur DVI à proprement parler, et étant livrée uniquement avec un cordon pour une liaison VGA, elle ne pouvait pas être utilisée pour une liaison DVI sans acheter, en plus, un cordon-adaptateur spécifique.
Le connecteur DMS-59 est dérivé du connecteur Low Force Helix de la société Molex, qui peut également être trouvé sur des cartes graphiques plus anciennes. Similaire au port DMS-59, cette précédente version comporte 60 broches. Pour cette raison, le connecteur DMS-59 ne comportant que 59 broches, la broche n°58 est bloquée, ce qui sert de détrompeur pour une tentative de branchement d'un connecteur comme le "88766-7610 DVI-I" de Molex qui ne pourra ainsi pas être connecté sur un connecteur DMS-59.